# Clive Soley
Pour les articles homonymes, voir Soley (homonymie).
Clive Stafford Soley, baron Soley (né le 7 mai 1939) est un homme politique du parti travailliste au Royaume-Uni. Il est député de 1979 à 2005, et depuis lors, il est membre de la Chambre des lords.

## Jeunesse
Il fait ses études à Downshall Secondary Modern School (devenue Seven Kings High School) sur Aldborough Road à Seven Kings près d'Ilford, puis Newbattle Adult Education College à Newbattle, Midlothian, de 1961 à 1963. Il fait son service national à la Royal Air Force de 1959 à 1961. Il est allé à l'Université de Strathclyde, où il obtient un BA en politique et psychologie en 1968, puis à l'Université de Southampton, où il obtient un diplôme en études sociales appliquées en 1970. Il est officier du British Council de 1968 à 1999, puis agent de probation de 1970 à 1999 pour le service de probation de Londres. Il est conseiller au conseil de Hammersmith de 1974 à 1998.

## Carrière parlementaire
Soley est élu député du Parti travailliste en 1979, d'abord pour la circonscription de Hammersmith North, puis Hammersmith et enfin Ealing, Acton et Shepherd's Bush de 1997 à 2005. En 1981, il est membre du groupe d'étude sur la défense du parti travailliste et est président du parti travailliste parlementaire de 1997 à 2001.
Le 29 juin 2005, il est créé pair à vie avec le titre de baron Soley, de Hammersmith dans le quartier londonien de Hammersmith et Fulham. Il est de 2005 à 2010 directeur de campagne de Future Heathrow, une organisation dédiée à l'expansion d'Heathrow. Il est de 2004 à 2016, président des administrateurs de Mary Seacole Memorial Statue Appeal, désormais rebaptisé Mary Seacole Trust, qui travaille pour l'érection de la statue de Mary Seacole dans le parc de l'hôpital St Thomas de Londres.

## Vie privée
Il a un fils et une fille.
Il est associé honoraire de la National Secular Society.